# Fitosfera
Fitosfera (gr. phytón – roślina, sphaira – kula) – część biosfery tworzona przez rośliny. Biomasa fitosfery stanowi ponad 99% biomasy całej biosfery.